# Blabomma flavipes
Blabomma flavipes es una especie de Arachnida del género Blabomma, de la familia Cybaeidae, del orden Araneae.

## Distribución
Blabomma flavipes se distribuye con endemismo por California, Estados Unidos.

## Taxonomía
Fue descrita científicamente por Ralph Vary Chamberlin y Wilton Ivie en 1937.
Tratamiento taxonómico
La especie aparece registrada y publicada en Annals of the Entomological Society of America, volumen 30, número 2, entre las páginas 211 y 230 (1937).